# Chipilly
Chipilly là một xã ở tỉnh Somme, vùng Hauts-de-France, Pháp.

## Địa lý
Thị trấn này tọa lạc trên đường D71, bên kia bờ sông Somme qua Cerisy, về phía đông của Amiens và 7 dặm Anh so với Albert.

## Dân số
| 1962                                                           | 1968 | 1975 | 1982 | 1990 | 1999 |
| -------------------------------------------------------------- | ---- | ---- | ---- | ---- | ---- |
| 112                                                            | 125  | 120  | 110  | 118  | 135  |
| Số liệu điều tra dân số từ năm 1962, dân số không tính hai lần |      |      |      |      |      |